# Dolné Semerovce
Dolné Semerovce (deutsch Untersemered, ungarisch Alsószemeréd) ist eine Gemeinde im Westen der Slowakei mit 535 Einwohnern (Stand 31. Dezember 2024), die zum Okres Levice, einem Teil des Nitriansky kraj, gehört.

## Geographie
Die Gemeinde befindet sich im Osten des slowakischen Donautieflands in einem kleinen Tal im südöstlichen Teil des Hügellands Ipeľská pahorkatina im Einzugsgebiet des Ipeľ. Das Ortszentrum liegt auf einer Höhe von 174 m n.m. und ist 12 Kilometer von Šahy sowie 27 Kilometer von Levice entfernt.
Nachbargemeinden sind Horné Semerovce im Norden und Nordosten, Tupá im Osten, Hrkovce im Südosten, Vyškovce nad Ipľom im Süden, Sazdice im Südwesten und Demandice im Westen.

## Geschichte

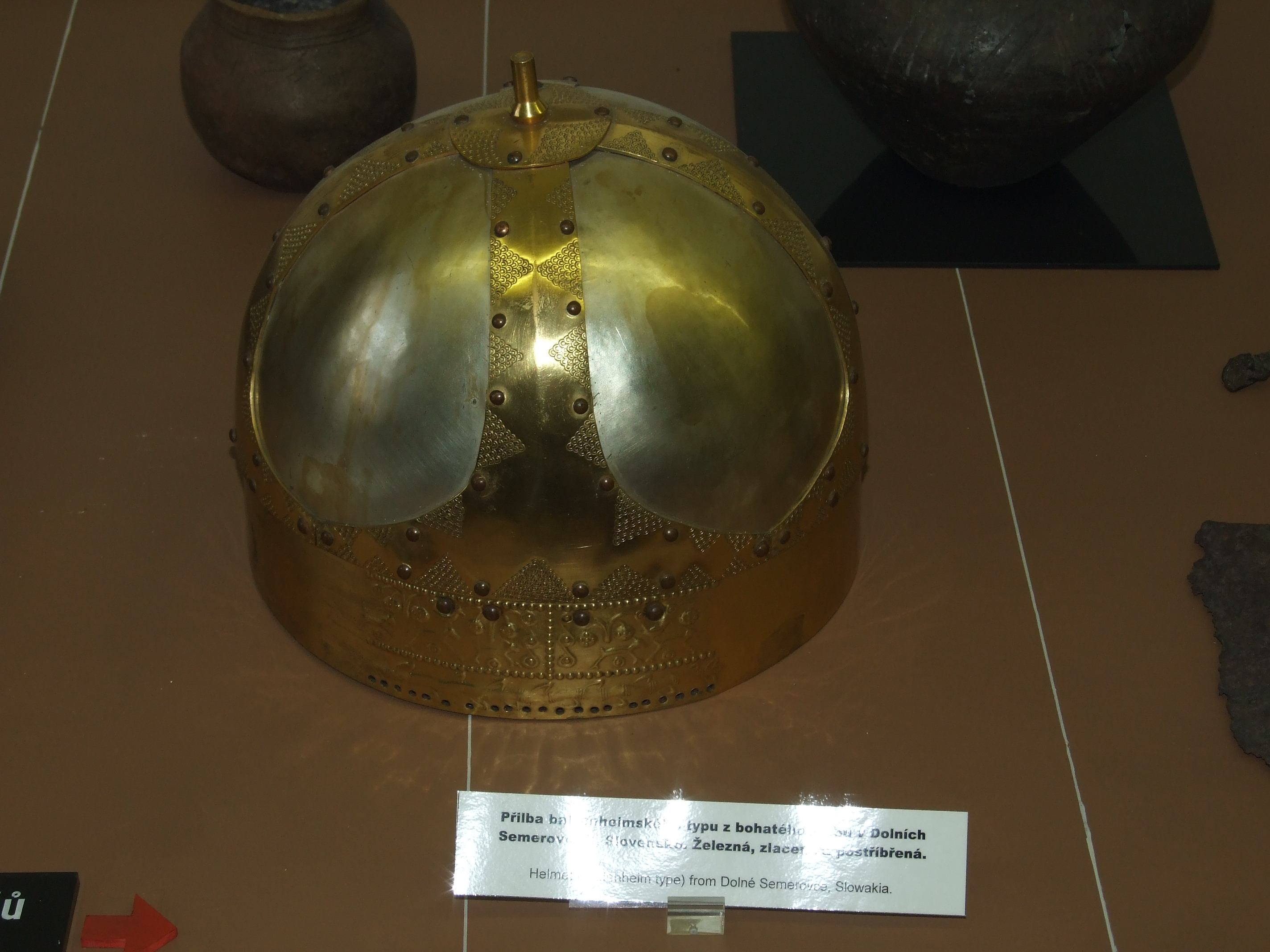
Ein in Dolné Semerovce gefundener Helm aus der Zeit der Völkerwanderung, ausgestellt im Prager Nationalmuseum

Das Gemeindegebiet wurde in der Jungsteinzeit besiedelt, mit Funden der Linearbandkeramischen Kultur sowie der Želiezovce-Kultur sowie der Maďarovce-Kultur aus der alten Bronzezeit. Aus der Zeit der Völkerwanderung stammen zwei vergoldete Helme, später gab es eine slawische Siedlung im 8. Jahrhundert sowie in der Zeit des Mährerreichs.
Der Ort entstand im Ortsgebiet der Nachbargemeinde Horné Semerovce und wurde erstmals in den Jahren 1268–1270 erwähnt. Aus dem Jahr 1353 ist die Bezeichnung Zemered überliefert. Das Dorf war jahrelang Besitz des Landadels. Am Anfang des 19. Jahrhunderts gehörten die Ortsgüter der Familie Koháry, später Szécsenyi, Forgách, Esterházy und bis zum 20. Jahrhundert der Familie Breuner. 1715 gab es eine Mühle und 27 Haushalte, 1828 zählte man 68 Häuser und 409 Einwohner, die als Landwirte, Obstbauern und Winzer beschäftigt waren.
Bis 1918 gehörte der im Komitat Hont liegende Ort zum Königreich Ungarn und kam danach zur Tschechoslowakei beziehungsweise heute Slowakei. Auf Grund des Ersten Wiener Schiedsspruchs lag er von 1938 bis 1945 noch einmal in Ungarn.

## Bevölkerung
| Jahr                | 1994 | 2004    | 2014     | 2024    |
| ------------------- | ---- | ------- | -------- | ------- |
| Anzahl der Personen | 462  | 502     | 555      | 535     |
| Unterschied         |      | +8,65 % | +10,55 % | −3,60 % |

| Jahr                | 2023 | 2024 |
| ------------------- | ---- | ---- |
| Anzahl der Personen | 535  | 535  |
| Unterschied         |      | +0 % |

Nach der Volkszählung 2011 wohnten in Dolné Semerovce 542 Einwohner, davon 264 Slowaken, 212 Magyaren, 65 Roma und ein Tscheche.
521 Einwohner bekannten sich zur römisch-katholischen Kirche, 10 Einwohner zur Evangelischen Kirche A. B. und zwei Einwohner zur reformierten Kirche. Acht Einwohner waren konfessionslos und bei einem Einwohner wurde die Konfession nicht ermittelt.

## Bauwerke

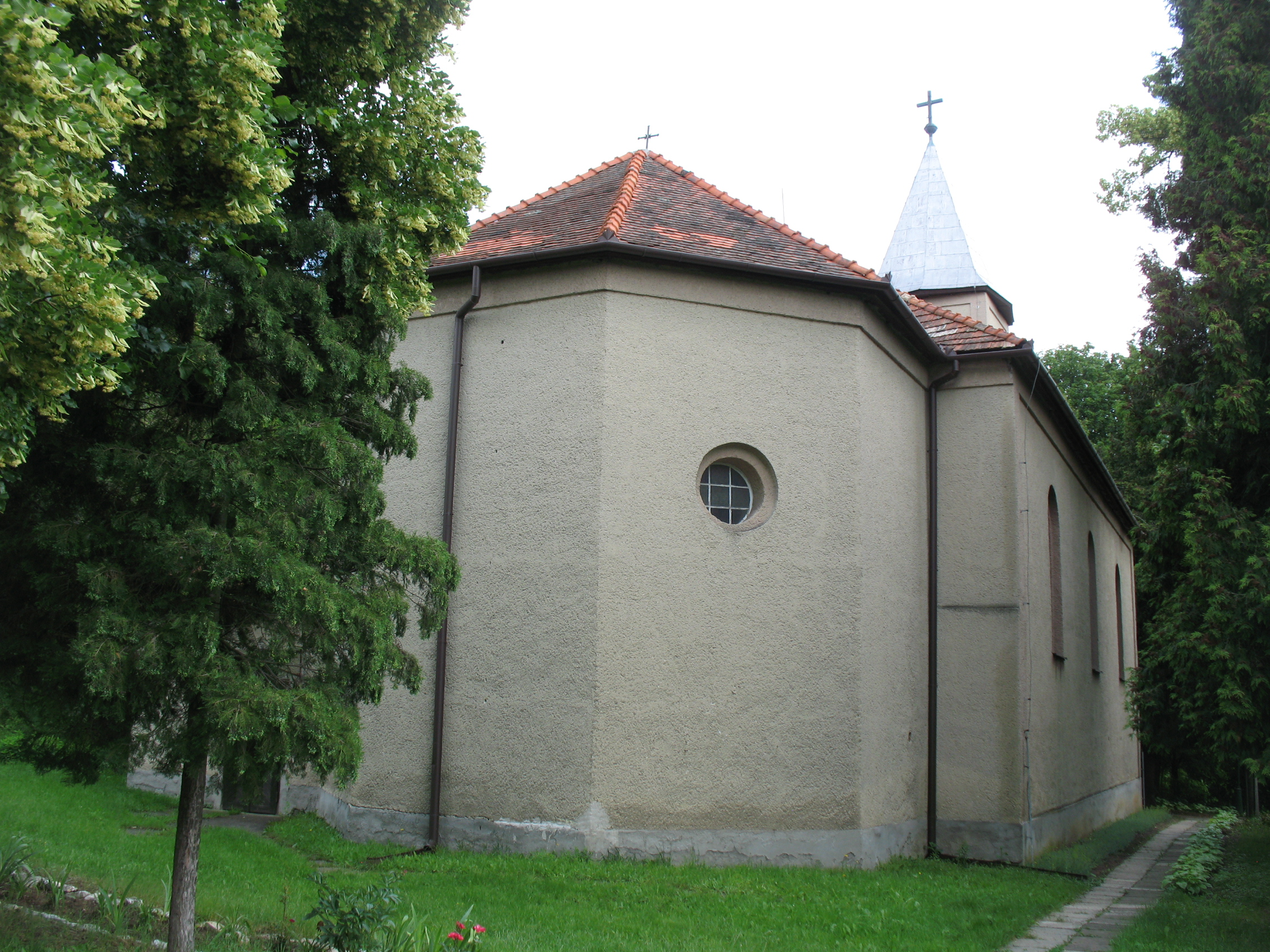
Kirche in Dolné Semerovce

- römisch-katholische Kirche Johannes der Täufer im neoklassizistischen Stil aus dem Jahr 1884[6]